# Calista Flockhart
Calista Kay Flockhart (Freeport (Illinois), 11 de novembro de 1964) é uma atriz norte-americana.
É conhecida pelo papel da temperamental advogada na série Ally McBeal. Integrou o elenco das 5 temporadas da série Brothers & Sisters. É casada com o ator Harrison Ford.

## Biografia
Filha de Kay Honohan, professora, e Ronald Flockhart, empresário na Kraft Foods Inc., Calista tem apenas um irmão mais velho, Gary. A família deslocou-se bastante durante a infância da atriz, tendo passado pelo Iowa, Minnesota e Nova Iorque antes de se estabelecer em Medford, Nova Jérsia.
Calista, nome de origem grega que significa “a mais bonita”, concluiu o ensino secundário na Shawness High School, onde fez parte do conselho estudantil e da equipa de cheerleading. A sua paixão pela performance, presente desde a infância durante a qual escreveu e representou as suas peças para uma pequena audiência, levou-a a estudar teatro na Rutgers University, New Brunswick, Nova Jérsia. Durante o curso, a atriz participou numa aula de atuação especializada e competitiva que requeria uma entrega de doze horas diárias.
O seu talento para a arte da performance, a sua dedicação ao trabalho em palco, começaram desde logo a chamar à atenção. O seu acting coach, o célebre William Esper, chegou mesmo a abrir uma exceção à política da escola, convidando-a a participar em aclamadas produções no palco principal que, por sua vez, geraram ainda mais reconhecimento. Harold Scott terá sido um dos encenadores a insistir na exceção, querendo a atriz na sua produção de “Picnic”, uma peça de William Inge. Foi durante o segundo ano na Rutgers University que Calista conheceu Jane Krakowski, a atriz com quem mais tarde iria contracenar em Ally McBeal.
Calista terminou o curso em 1988, tendo sido uma das poucas alunas a concluir o exigente programa com sucesso. Com o diploma em mãos, partiu para Nova Iorque em busca de oportunidades. A sua estreia profissional em palco foi em “Beside Herself” (1989) no Circle Repertory Theatre, ao lado de Melissa Joan Hart. No decorrer do mesmo ano estreou-se também em televisão, num pequeno papel em Guiding Light.
Seguiram-se várias peças e alguns pequenos, embora relevantes, papéis em televisão. Em palco foi Anita Merendino em “Wrong Turn at Lungfish” (1993), Robin Smith em “Sophistry” (1993) e Irina em “Three Sisters” (1994/95), entre outras. Já no pequeno ecrã vestiu a pele de Lillian Anderson em “Darrow” (1991), ao lado de Kevin Spacey, e a de Mary-Margaret Carter em “The Secret Life of Mary-Margaret: Portrait of a Bulimic” (1992), uma produção da HBO que a apresentou ao mundo tanto das personagens principais como das audiências televisivas.
Poderá dizer-se que o ano de 1994 deu início ao primeiro capítulo de uma carreira com um prólogo já extenso e notável. Calista estreou-se na Broadway como Laura em “The Glass Menagerie”, uma peça de Tennessee Williams, ao lado da veterana Julie Harris que logo após a primeira audição achou terem encontrado a pessoa indicada para o papel. A sua performance valeu-lhe um Clarence Derwent Award e um Theatre World Award. Embora tenha participado em Naked in New York (1993) e em Getting In (1994), foi em Quiz Show (1994), realizado por Robert Redford, que conseguiu o seu primeiro pequeno grande papel no mundo do cinema.
Em 1995 surgiu a oportunidade de contracenar com Faye Dunaway e Dianne Wiest em Drunks, um projeto de Peter Cohn. Foi também nesse mesmo ano que conseguiu um dos seus primeiros papéis principais em cinema num filme de Paul Peditto intitulado Jane Doe. O ano seguinte ficou marcado pelo reencontro com Dianne Wiest em The Birdcage, onde interpretou Barbara Keeley ao lado de nomes como Robin Williams, Gene Hackman, Nathan Lane e Christine Baranski.
Terá sido o seu trabalho na Broadway, especificamente a sua participação numa outra produção da peça de Chekhov “Three Sisters” (1996), desta vez como Natasha, a captar a atenção de David E. Kelley, o criador de Ally McBeal.
Foi preciso persuadir Calista a viajar até Los Angeles para fazer a audição. Embora a atriz admita ter desde logo gostado do guião, os palcos de Nova Iorque eram a sua casa. Com muito encorajamento por parte de amigos acabou por ir, chegando ao teste cansada devido ao jet-lag – “Eu entrei e pensei, ‘Bem, aconteça o que acontecer, aconteceu’.”
O papel foi-lhe oferecido na mesma tarde da audição, tendo David E. Kelley revelado que, embora já tivessem ouvido centenas de pessoas, assim que Calista entrara na sala da leitura fria era óbvio que ela se tornara Ally.
A série, considerada vanguardista para o seu tempo, rapidamente conquistou uma audiência que encontrou na série não só um escape cómico à realidade presente, como também um palco de discussão de vários temas de extrema relevância em termos socioculturais, como o caso do feminismo.
A sua performance como Ally McBeal foi bastante aclamada, tornando-a num ícone dos anos noventa. Calista não foi apenas aplaudida pela audiência com um People Choice Award para Favorite Female Television Performer em 2000, como também por várias instituições ligadas à arte da performance. Foi diversas vezes nomeada para os Emmy Awards, para os Screen Actors Guild Awards, que ganhou em 1999 na categoria de Outstanding Performance by an Ensemble in a Comedy Series, e para os Golden Globe Awards, que arrecadou na categoria de Best Actress in a TV Series - Comedy or Musical em 1998.

## Filmografia

### Cinema
| Ano  | Título                                     | Papel                     |
| ---- | ------------------------------------------ | ------------------------- |
| 1993 | Naked in New York                          | Estudante de atuação      |
| 1994 | Gettin In                                  | Amanda Morel              |
| 1994 | Quiz Show                                  | Garota da Barnard College |
| 1995 | Drunks                                     | Helen                     |
| 1995 | Pictures of Baby Jane Doe                  | Jane                      |
| 1996 | The Birdcage                               | Barbara Keeley            |
| 1996 | Milk & Money                               | Christine                 |
| 1997 | Telling Lies in America                    | Diney Majeski             |
| 1999 | A Midsummer Night's Dream                  | Helena                    |
| 2000 | Things You Can Tell Just by Looking at Her | Christine Taylor          |
| 2004 | The Last Shot                              | Valerie Weston            |
| 2005 | Frágiles                                   | Amy                       |

### Televisão
| Ano       | Título                                          | Papel                                            | Notas                                                               |
| --------- | ----------------------------------------------- | ------------------------------------------------ | ------------------------------------------------------------------- |
| 1990      | As the World Turns                              | Stacey                                           | Episódio: "1.8958"                                                  |
| 1990      | Loving                                          | Mulher jovem                                     | Episódio: "1.1992"                                                  |
| 1991      | Darrow                                          | Lillian Anderson                                 | Filme de TV                                                         |
| 1992      | Lifestories: Families in Crisis                 | Mary-Margaret Carter                             | Episódio: "The Secret Life of Mary Margaret: Portrait of a Bulimic" |
| 1997–2002 | Ally McBeal                                     | Ally McBeal                                      | 112 episódios                                                       |
| 1998      | The Practice                                    | Ally McBeal                                      | Episódio: "Axe Murderer"                                            |
| 1999      | Ally                                            | Ally McBeal                                      | 13 episódios                                                        |
| 2000      | Happily Ever After: Fairy Tales for Every Child | Vanna Van                                        | Episódio: "Rip Van Winkle"                                          |
| 2001      | Bash: Latter-Day Plays                          | Sue                                              | Filme de TV                                                         |
| 2006-2011 | Brothers & Sisters                              | Kitty Walker                                     | 110 episódios                                                       |
| 2014      | Robot Chicken                                   | Dra. Ryan Stone / Smurfette / Rebecca Cunningham | Episódio: "Batman Forever 21"                                       |
| 2014      | Web Therapy                                     | April Keating                                    | 2 episódios                                                         |
| 2015      | Full Circle                                     | Ellen Kelly-O'Rourke                             | 5 episódios                                                         |
| 2015-2021 | Supergirl                                       | Cat Grant                                        | 27 episódios                                                        |
| 2015      | The Penguins of Madagascar                      | Doris                                            | Episódio: "The Penguin Who Loved Me"                                |
| 2024      | Feud: Capote vs. The Swans                      | Lee Radziwill                                    | 8 episódios                                                         |
| 2024      | Invincible                                      | April                                            | 3 episódios                                                         |